# Мензе, Карло
Карло Мензе (нем. Carlo Mense; 13 мая 1886, Райне — 11 августа 1965, Кёнигсвинтер) — немецкий художник — экспрессионист, представитель таких течений в германской живописи XX века, как рейнский экспрессионизм и новая вещественность, профессор искусств.

## Жизнь и творчество
Родился в многодетной семье, по желанию отца после окончания средней школы изучает коммерцию. Не окончив курса, принимает решение стать художником. После прохождения военной службы К. Мензе, по совету Августа Макке, поступает в дюссельдорфскую Художественную академию, в класс Петера Янсена. После поездки с братом Рудольфом в Северную Италию, оказавшей большое влияние на формирование К. Мензе как художника, он продолжает обучение в Берлине (у Ловиса Коринта), в Веймаре и в мюнхенской Академии искусств.
В 1910 году молодой художник возвращается в Рейнланд. Здесь он вступает в группу «Кёльнский сецессион», в 1911 году — в Гереон-клуб. В 1912 его работы экспонируются на знаменательной экспрессионистской выставке «Зондербунд» в Кёльне, в 1913 году К. Мензе участвует в организованной А. Макке выставке «Рейнский экспрессионизм» в Бонне. Мензе знакомится в популяризатором нового искусства Гервартом Уолденом, для экспрессионистских журналов которого «Акция» и «Штурм» художник создаёт графические работы и оформляет титульные листы. В 1914 году К. Мензе, вместе со своим другом, художником Генрихом Даврингхаузеном, совершает поездку в Аскону. Во время Первой мировой войны он служит в действующей армии в Бельгии, Польше и в России. В 1918 К. Мензе вступает в художественные группы «Молодой Рейн» и «Ноябрь». В это время состоялись его первые персональные выставки в галереях Мюнхена и Франкфурта-на-Майне.
После вступления в брак в 1919 году с Верой Баске мастер часто приезжает и подолгу живёт в Мюнхене, где был близко знаком с Паулем Клее, Оскаром Кокошкой, Георгом Шримпфом, Александром Канольдтом. В 1920—1925 годах совершает поездку в Италию. В 1925 году К. Мензе участвует в выставке «Новая вещественность» в художественном музее Мангейма. В том же году он становится профессором Академии прикладного искусства в Бреслау (ныне — Вроцлав), где устанавливает дружеские отношения с такими художниками, как Оскар Шлеммер и Оскар Молл. После закрытия Академии в Бреслау в 1932 году и получения в 1933 Римской премии К. Мензе уезжает в Рим, где работает при Немецкой академии Вилла Массимо.
В 1937 году, в ходе проводившейся национал-социалистами кампании против т. н. дегенеративного искусства, 37 работ К. Мензе были изъяты из немецких музеев и уничтожены. Сам же художник в качестве офицера германской армии был призван на фронт. После того, как при бомбардировке Кёльна была уничтожена его рабочая мастерская, художник живёт в Бад-Хоннефе. К его 70-летию в 1956 году прошла персональная выставка его полотен в Кёнигсвинтере. В 1961 году К. Мензе был награждён орденом «За заслуги перед ФРГ».